# Белый (приток Мурома)
Белый — ручей в России, протекает по территории Валдайского сельского поселения Сегежского района и Повенецкого городского поселения Медвежьегорского района Республики Карелии. Длина ручья — 9 км.
Ручей берёт начало из озера Плотичьей Ламбы и далее течёт преимущественно в северо-западном направлении по заболоченной местности.
Втекает на высоте выше 89,3 м над уровнем моря в реку Муром, которая, в свою очередь, впадает в Выгозеро, через которое протекает Беломорско-Балтийский канал.
Населённые пункты на ручье отсутствуют.
Код объекта в государственном водном реестре — 02020001312202000005130.